# Burg Knollenburg
Die Burg Knollenburg ist eine abgegangene Höhenburg bei 490 m ü. NN auf dem Michaelsberg (abgegangene Ortschaft Knollenburg) bei der Gemeinde Dischingen im Landkreis Heidenheim in Baden-Württemberg.
Zitat: „Das größte Unglück für unsere Gegend brachte die Schlacht bei Nördlingen im September 1634. Schon im Sommer hatten die Schweden unter Feldmarschall Horn ihr Hauptquartier bei der Knollenburg in Dischingen am Ortsausgang nach Ballmertshofen (hier wurden Skelettstücke und Waffen gefunden) aufgeschlagen.“
Der heutige Burgstall zeigt noch Reste des Burghügels und des Ringgrabens.